# Heinrich Gossler

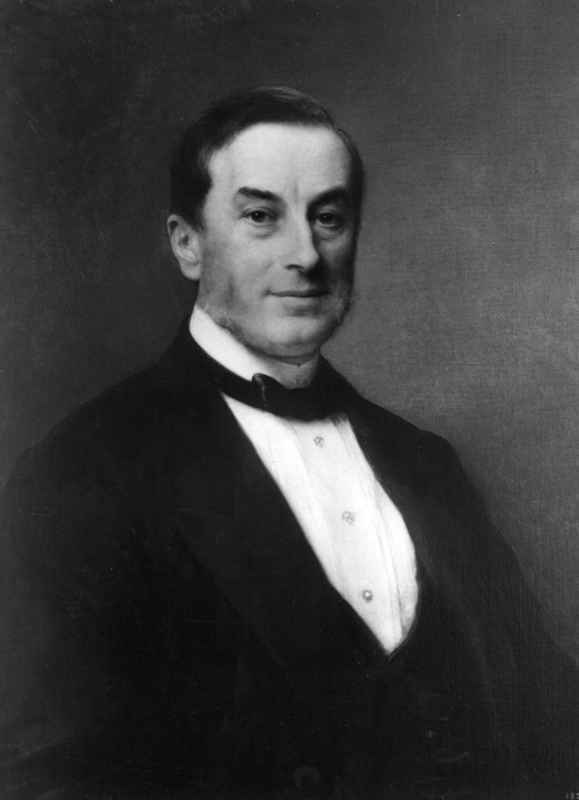
Johann Heinrich Gossler

Johann Heinrich Gossler (* 29. März 1805 in Hamburg; † 10. September 1879 ebenda) war ein deutscher Kaufmann und Bankier.

## Leben
Gossler wurde nach dem Schulbesuch auf dem Johanneum in Hamburg von seinem Vater Johann Heinrich Gossler 1828 nach Amerika geschickt, um die Handelsbeziehungen der Firma Joh. Berenberg, Gossler & Co. zu pflegen und auszubauen. Nach seiner Rückkehr nach Hamburg zog er zunächst mit seiner Ehefrau in eine Mietwohnung am Holzdamm, um im Jahr 1833 ein eigenes Haus an der Esplanade zu beziehen. Zudem besaß Gossler ein Domizil in Niendorf, das die Familie während der Sommermonate nutzte.
Nach dem Tod des Vaters 1842 führte Gossler die Firma Joh. Berenberg, Gossler & Co. gemeinsam mit seinem Bruder Wilhelm weiter. Das Unternehmen entwickelte sich gut und überstand die Wirtschaftskrise von 1857. Infolge der Krise kam es zu Differenzen zwischen den beiden Brüdern über die Ausrichtung der Geschäfte. Sein Bruder bevorzugte eine Beschränkung auf den Warenhandel, dagegen wollte Gossler wie bisher auch als Merchant Banker agieren. Daraufhin verließ Gosslers Bruder Wilhelm nach 23 Jahren Unternehmenszugehörigkeit die Firma und etablierte ein Handelsgeschäft unter eigenem Namen. Gossler betrieb nun vorwiegend Bankgeschäfte und vermied so eine Konkurrenz zu seinem Bruder. Die Firma war somit auf dem Weg zur späteren Privatbank. Am 1. Juli 1864 trat Gosslers ältester Sohn Johann als Teilhaber in das Unternehmen ein. Neben der seit 1833 in Boston bestehenden Zweigstelle gründete Gossler 1869 eine Niederlassung in New York. Er war an Aktienbanken, Schifffahrtsgesellschaften und Industrieunternehmen beteiligt. Gossler galt als risikofreudig, hatte Erfolg und war seinerzeit einer der reichsten Männer Hamburgs. Nach seinem Tod hinterließ er mehr als 18 Millionen Mark.
Gossler engagierte sich vielfach ehrenamtlich in Hamburg. 1850 war er Mitglied des Staatenhauses des Erfurter Unionsparlaments. So war er in verschiedenen Ämtern in der St. Jacobikirche tätig und war Mitglied in einigen Deputationen und Kommissionen der Hansestadt. Zudem fungierte Gossler von 1853 bis 1876 als hawaiischer Generalkonsul.

## Familie
Johann Heinrich Gossler war ein Sohn des Hamburger Senators Johann Heinrich Gossler (1775–1842) und dessen Ehefrau Marianne Schramm (1777–1824). Seine Brüder waren Hermann Gossler (1802–1877), Ernst Gossler (1806–1889), Wilhelm Gossler (1811–1895) und Gustav Gossler (1813–1844). Seine Schwester Emilie (1799–1875) heiratete den Kaufmann Johannes Amsinck (1792–1879), die Schwester Susanne Helene (1808–1893) war mit dem Hamburger Senator Ami de Chapeaurouge (1800–1860) verheiratet.
Am 25. August 1829 heiratete Johann Heinrich Gossler in Boston die Amerikanerin Mary Elizabeth Bray (1810–1886). Sie hatten fünf Töchter und zwei Söhne. Die Tochter Marianne (1830–1908) war mit dem Kaufmann Friedrich Wilhelm Burchard (1824–1892) verheiratet. Deren Sohn, der spätere Hamburger Bürgermeister Johann Heinrich Burchard, war Gosslers Enkel. Die Tochter Frances Eliot (1832–1859) heiratete  den Juristen und späteren Senatssyndikus Hermann Ludwig Behn. Die Tochter Susanna Katharina (1835–1901) war mit dem Schiffbauer und Reeder Martin Garlieb Amsinck (1831–1905) verheiratet. Sein Sohn Johann (1839–1913), der spätere Freiherr von Berenberg-Gossler, war Chef des Bankhauses Joh. Berenberg, Gossler & Co. Seine Tochter Mary Elizabeth (1845–1927) heiratete Eduard Friedrich Weber. Der jüngste Sohn John Henry Gossler (1849–1914) war Kaufmann in Hamburg.